# Transports en commun de Pointe-à-Pitre
KARU'LIS  est le nom commercial du réseau de transport public desservant les communes adhérentes au Syndicat Mixte des Transports du Petit Cul de Sac Marin en Guadeloupe (Pointe-à-Pitre, Les Abymes, Baie-Mahault, Le Gosier, Sainte-Anne, Saint-François et la Désirade). Le réseau dessert également certains secteurs de Lamentin, de Morne-à-l'Eau et du Moule.
Le réseau dépend du Syndicat Mixte des Transports du Petit Cul de Sac Marin (SMTPCM).

## Chiffres clés
Le réseau Karu'Lis dispose de 46 lignes assurées par 80 véhicules. Le service est effectué par plus de 100 conducteurs.
En 2012, le réseau a transporté 2 500 000 voyageurs pour 1 800 000 kilomètres parcourus .

## Le réseau
Le réseau comprend 53 lignes, dont la numérotation correspond au type de ligne (urbaine ou péri-urbaine) et à la ville desservie.

### Les lignes urbaines
La ligne N1 est la ligne navette desservant la ville de Pointe-à-Pitre.
La ligne N2 est la ligne navette desservant uniquement la ville du Gosier.
Les lignes U1, U3, U3b et U4 desservent Pointe-à-Pitre et quelques autres communes.
_ La ligne U1 dessert la commune de Pointe-à-Pitre et assure la déserte de Bas-du-Fort (quartier touristique du Gosier).
_ Les lignes U3 et U3b desservent la commune de Baie-Mahault sans pour autant passer par le bourg.
_ La ligne U4 dessert quant à elle Poine-à-Pitre et Les Abymes.

### Les lignes péri-urbaines

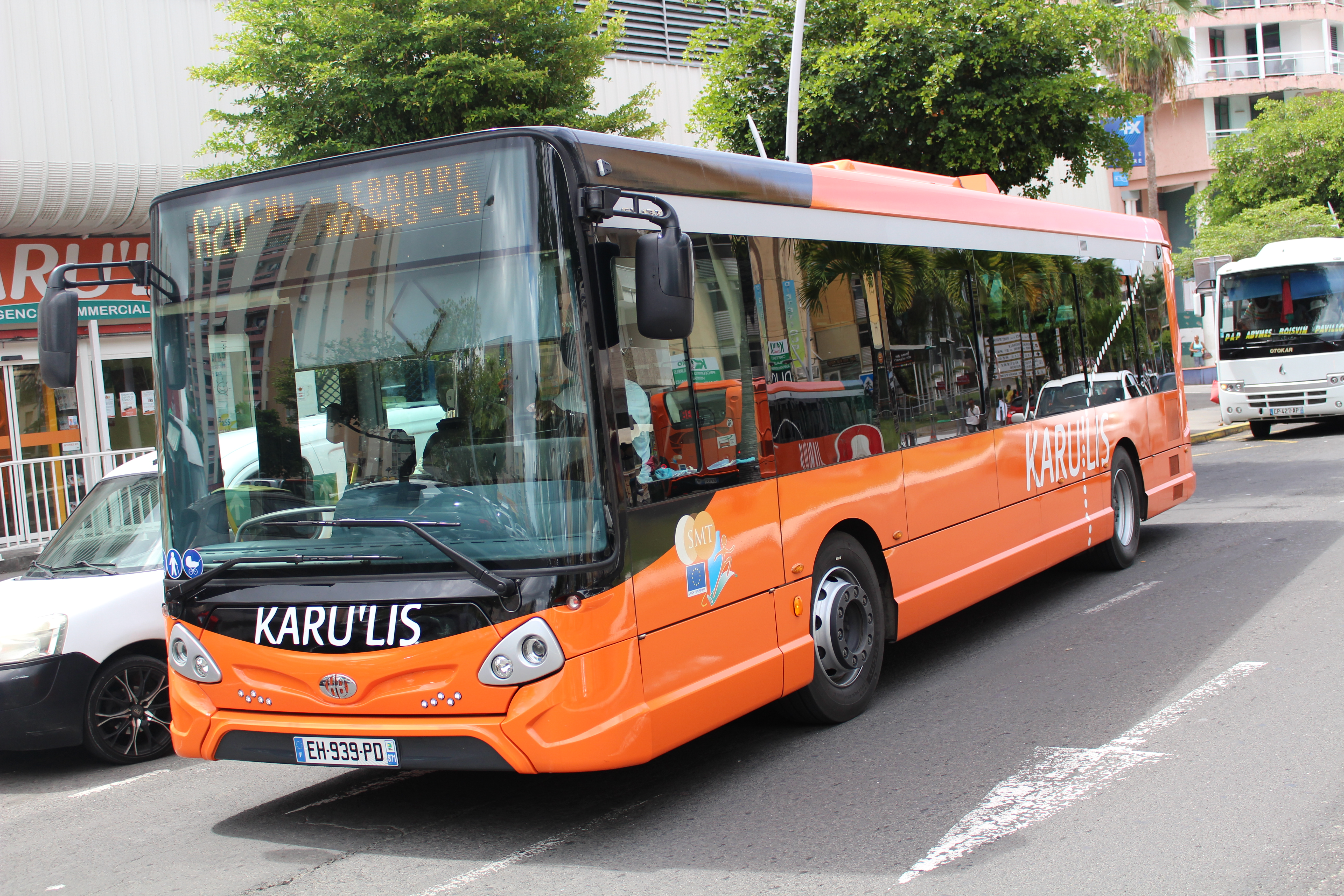
Bus KARU'LIS devant l'agence commerciale

Les lignes A10, A20, A30, A40, A41, A51, A60, A70, A91, A92, A94 et A98 desservent la commune des Abymes (d'où la lettre "A"), toutes au départ de Pointe-à-Pitre. Certaines lignes dépassent même la commune des Abymes pour s'étendre à Morne-à-l'eau (A10 et A20). Puis quelques autres (A30, A40, A60) ont pour terminus l'arrêt "Belle-Place" - section de la commune de Sainte-Anne - lieu de correspondance avec les lignes SA1, SA2, SA4, SA5 en direction de la Mairie de Sainte-Anne.
Les lignes B10, B20, B42 et B60 desservent Baie-Mahault au départ de Pointe-à-Pitre, d'où la lettre "B" . Par ailleurs, la ligne B20 a pour particularité de relier Baie-Mahault, Pointe-à-Pitre et Le Gosier.
Les lignes B30, B31, B40, B41 et B50 desservent uniquement la commune de Baie-Mahault.
Les lignes G9, G12, G14 et G91 desservent Le Gosier au départ de Pointe-à-Pitre, d'où la lettre "G".

### Desserte aéroportuaire
Les lignes AE1, AE3, AE4 et AE5 desservent l'aéroport Guadeloupe - Pôle Caraïbes
Les lignes AE1 et AE3 en direction du Gosier via Pointe-à-Pitre, la ligne AE4 en direction de Baie-Mahault et la ligne AE5 en direction de Pointe-à-Pitre

### Les lignes Sainte-Anne et Saint-François
La ligne S1, faisant le lien entre Pointe-à-Pitre, la Mairie de Sainte-Anne et le centre-bourg de Saint-François
Les lignes S2 et S3 entre Sainte-Anne et Saint-François
Les lignes SA1, SA2, SA4, et SA5 desservent la ville de Sainte-Anne et Belle-Place (section de Sainte-Anne), lieu de correspondance avec les lignes A30, A40 et A60 en direction des Abymes A l'exception des autres lignes, la ligne SA3 quant à elle assure la liaison entre le bourg du Moule et le bourg de Sainte-Anne.
Les lignes SF1 et SF2 desservent la ville de Saint-François notamment la Pointe des Châteaux pour la SF1.
Lignes du Week-end
Les lignes du week-end sont identifiables par la lettre "Z" :
La ligne Z1 dessert les villes du Gosier et Baie-Mahault en passant par Pointe-à-Pitre.
La ligne Z2 relie les villes des Pointe-à-Pitre et des Abymes.
La ligne Z3 quant à elle désert Baie-Mahault avec ses et les Abymes avec leurs sections respectives en passant par le pont de l'alliance.
Ces lignes circulent le Samedi après-midi, le Dimanche matin et les jours fériés. Ainsi, elles sont les seules à circuler sur le réseau durant les jours et moments précédemment cités.
Pour le moment, les secteurs de Sainte-Anne, Saint-François ne sont pas concernés par les lignes du week-end. Néanmoins, la ligne S1 assure un service du Lundi matin au Samedi soir. D'ailleurs, elle est la seule ligne qui propose un tel service.

### «Bus des Mers»
En Octobre 2019, de nouvelles lignes innovantes de navette fluviale sont lancés.
La ligne M1 reliant Jarry, la Darse et le Memorial ACTe.
La ligne M3 reliant la Darse au Memorial ACTe.

### État du parc
Environ 80 véhicules circulent sur le réseau quotidiennement dont notamment de nombreux Heuliez GX 137 neufs, récemment acquis.

### Pôles de correspondance et points d'intérêts
Les pôles de correspondance sont : l'arrêt Cités Unies face à l'agence commerciale KARU'LIS au Boulevard Légitimus de Pointe-à-Pitre, le CHU le pôle d'échange routier et maritime de Bergevin (Pointe-à-Pitre), la gare de Dubouchage à Pointe-à-Pitre, la Mairie de Sainte-Anne et la Gare routière et maritime de Saint-François.
Le réseau dessert de nombreux autres points d'intérêt : Aéroport Guadeloupe - Pôle Caraïbes, Memorial Acte, Zone Industrielle de Jarry, Zone d'activité de Dothémare, Université des Antilles, aquarium de Guadeloupe, le CREPS Antilles-Guyane, la Pointe des Châteaux, 3 cinémas, 4 centres commerciaux, de nombreuses plages, etc.

### Zonage
Le réseau dispose de quatre zones tarifaires couvrant les communes desservies par le réseau.

### Tarification
Le ticket 1 zone est vendu 1,20€, le ticket 2 zones à 1,80€, le ticket 3 zones à 3€ et le ticket 4 zones à 4€.
Des pass 10 voyages sont également en vente, ainsi que des abonnements mensuels et annuels